# Etude
En etude (fra det franske ord étude, der betyder studie") er en kort musikkomposition lavet til øvelser af en speciel teknisk sværhedsgrad på et soloinstrument. Den er skrevet til ét instrument, da det varierer meget, hvilke øvelser der er gode og/eller anvendelige for de forskellige instrumenter. Eksempelvis er det ikke muligt at lave vibratoøvelser på et klaver, hvorimod de kan laves på mange andre instrumenter.
En etude er ikke altid kun en øvelse, men stiler oftest efter også at være melodisk musik. De mest elskede etuder fremstår som musik. For eksempel er Chopins etuder teknisk svære, men samtidigt meget effektfulde og ekspressive. Stykker, der kun er teknisk svære og har meget lidt musisk virkning, kaldes ofte blot øvelser.

## Historie
Musiske øvelser er komponeret siden det 18. århundrede. Carl Czerny var i den første periode en af hovedkomponisterne af disse stykker, mens det var Chopin, som gjorde etuden til en vigtig musikalsk genre. Det skyldes, at Czernys stykker var meget tekniske. Chopin gjorde etuden til musik.